# Primer ministro de las Islas Cook
El primer ministro de las Islas Cook es el de jefe de Gobierno en las Islas Cook, ostentando el poder ejecutivo. Las Islas Cook son un territorio autogobernado en libre asociación con Nueva Zelanda, con reconocimiento internacional, y están formadas por 15 islas separadas.
El primer ministro es el funcionario más alto del gobierno del país, seguido en rango por el Vice primer ministro.Al igual que sus pares en la Commonwealth, responde directamente a la Corona Británica, y es confirmado por su representante en las Islas Cook, quien actualmente es Sir Tom John Marsters.

## Historia
El cargo de primer ministro fue establecido en la constitución del 5 de agosto de 1965, cuando el autogobierno fue otorgado a las Islas y se formó por primera vez el gabinete de ministros autónomo. Originalmente el título era usado bajo el nombre de premier, pero fue reemplazado por el título de "primer ministro" en 1981.

## Nombramiento
En carácter de estado asociado, adoptando la monarquía constitucional como sistema de gobierno, las Islas Cook reconocen como jefe de Estado al Monarca del Reino Unido, por ello y por tradición el parlamentario elegible para el cargo de primer ministro debe contar con el apoyo mayoritario del parlamento de las Islas Cook, formando de esa manera gobierno o gobierno de coalición, siendo este funcionario ratificado por el representante de la corona en el país, en nombre del Monarca.

## Lista de primeros ministros
El primer premier de las Islas fue Albert Henry, electo por el Partido de Las Islas Cook. Desde 1965 hasta la actualidad, el ejecutivo ha pasado entre el Partido Democrático, temporalmente como el Partido de la Alianza Democrática, y el Partido de Las Islas Cook.
El actual primer ministro es Mark Brown, del Partido de las Islas Cook, que asumió el poder el 1 de octubre de 2020.
| N.º | Primer ministro   | Inicio                  | Fin                     | Partido                           | Partido                     | Elección                                                                                                  |
| --- | ----------------- | ----------------------- | ----------------------- | --------------------------------- | --------------------------- | --- |
| 1   | Albert R. Henry   | 4 de agosto de 1965     | 25 de agosto de 1978    |                                   | Partido de las Islas Cook   | 1965, 1968, 1972, 1974                                                                                    |
| 2   | Tom Davis         | 25 de julio de 1978     | 13 de abril de 1983     |                                   | Partido Democrático         | 1978 |
| 3   | Geoffrey A. Henry | 13 de abril de 1983     | 16 de noviembre de 1983 |                                   | Partido de las Islas Cook   | Marzo de 1983                                                                                             |
| (2) | Tom Davis         | 16 de noviembre de 1983 | 29 de julio de 1987     |                                   | Partido Democrático         | Noviembre de 1983                                                                                         |
| 4   | Pupuke Robati     | 29 de julio de 1987     | 1 de febrero de 1989    |                                   | Partido Democrático         | Asume por la moción unánime del parlamento de deponer a Tom Davis, ante la crisis política                |
| (3) | Geoffrey A. Henry | 1 de febrero de 1989    | 29 de julio de 1999     |                                   | Partido de las Islas Cook   | 1989, 1994, 1999                                                                                          |
| 5   | Joe Williams      | 29 de julio de 1999     | 18 de noviembre de 1999 |                                   | Partido de las Islas Cook   | Asume por la renuncia de Henry                                                                            |
| 6   | Terepai Maoate    | 18 de noviembre de 1999 | 11 de febrero de 2002   |                                   | Partido Alianza Democrática | Asume ante la disolución de la coalición de gobierno, y la moción de censura que presentó contra Williams |
| 7   | Robert Woonton    | 11 de febrero de 2002   | 14 de diciembre de 2004 |                                   | Partido Democrático         | Asume ante una moción de censura presentada contra Maoate                                                 |
| 8   | Jim Marurai       | 14 de diciembre de 2004 | 29 de noviembre de 2010 |                                   | Partido Democrático         | Asume por la renuncia de Woonton, debido al empate en el distrito de Manihiki                             |
| 8   | Jim Marurai       | 14 de diciembre de 2004 | 29 de noviembre de 2010 | Partido Primero de las Islas Cook |                             | Asume por la renuncia de Woonton, debido al empate en el distrito de Manihiki                             |
| 8   | Jim Marurai       | 14 de diciembre de 2004 | 29 de noviembre de 2010 | Partido Democrático               |                             | Asume por la renuncia de Woonton, debido al empate en el distrito de Manihiki                             |
| 9   | Henry Puna        | 29 de noviembre de 2010 | 1 de octubre de 2020    |                                   | Partido de las Islas Cook   | 2010, 2014, 2018                                                                                          |
| 10  | Mark Brown        | 1 de octubre de 2020    | Actualidad              |                                   | Partido de las Islas Cook   | 2022 |